# Panops conspicuus
Panops conspicuus är en tvåvingeart som först beskrevs av Enrico Adelelmo Brunetti 1926.  Panops conspicuus ingår i släktet Panops och familjen kulflugor. Inga underarter finns listade i Catalogue of Life.